# Trichaphodius moorei
Trichaphodius moorei är en skalbaggsart som beskrevs av Renaud Maurice Adrien Paulian 1936. Trichaphodius moorei ingår i släktet Trichaphodius och familjen Aphodiidae. Inga underarter finns listade i Catalogue of Life.